# Adelino Trindade
Adelino Trindade (sinh ngày on 2 tháng 6 năm 1995), hay Ady là một cầu thủ bóng đá người Đông Timor thi đấu ở vị trí hậu vệ cho Dili United F.C. và Đông Timor national team. Anh là người nắm giữ kỉ lục cầu thủ trẻ tuổi nhất ra sân cho Đội tuyển bóng đá quốc gia Đông Timor thời điểm 15 tuổi 172 ngày.

## Sự nghiệp quốc tế
Ady có màn ra mắt quốc tế cho Đội tuyển bóng đá quốc gia Đông Timor vào ngày 21 tháng 11 năm 2010 trong trận giao hữu trước Đội tuyển bóng đá quốc gia Indonesia khi anh 15 tuổi 172 ngày.

### Bàn thắng quốc tế
Tỉ số và kết quả liệt kê bàn thắng của Đông Timor trước.
| #  | Ngày                | Địa điểm                      | Đối thủ   | Tỉ số | Kết quả | Giải đấu               |
| -- | ------------------- | ----------------------------- | --------- | ----- | ------- | ---------------------- |
| 1. | 5 tháng 10 năm 2012 | Sân vận động Thuwunna, Yangon | Campuchia | 3–0   | 5–1     | Vòng loại AFF Cup 2012 |
| 2. | 5 tháng 10 năm 2012 | Sân vận động Thuwunna, Yangon | Campuchia | 4–0   | 5–1     | Vòng loại AFF Cup 2012 |
| 3. | 9 tháng 10 năm 2012 | Sân vận động Thuwunna, Yangon | Lào       | 2–0   | 3–1     | Vòng loại AFF Cup 2012 |